# Pachyanthidium lachrymosum
Pachyanthidium lachrymosum är en biart som först beskrevs av Smith 1879.  Pachyanthidium lachrymosum ingår i släktet Pachyanthidium och familjen buksamlarbin. Inga underarter finns listade i Catalogue of Life.